# Gołogóra (województwo warmińsko-mazurskie)
Gołogóra (niem. Blankenberg) – wieś w Polsce położona w województwie warmińsko-mazurskim, w powiecie olsztyńskim, w gminie Świątki.
W latach 1954–1957 wieś należała i była siedzibą władz gromady Gołogóra, po jej zniesieniu w gromadzie Świątki. W latach 1975–1998 miejscowość administracyjnie należała do województwa olsztyńskiego.
W 1918 urodził się tu Karol Müller, twórca współczesnej misjologii.